# Dashahe (sockenhuvudort i Kina, Jilin Sheng, lat 42,72, long 128,25)
Dashahe är en sockenhuvudort i Kina. Den ligger i provinsen Jilin, i den nordöstra delen av landet, omkring 280 kilometer sydost om provinshuvudstaden Changchun. Antalet invånare är 10 348. Befolkningen består av 4 996 kvinnor och 5 352 män. Barn under 15 år utgör 14,0 %, vuxna 15-64 år 77 %, och äldre över 65 år 8,0 %.
Runt Dashahe är det ganska glesbefolkat, med 27 invånare per kvadratkilometer. Närmaste större samhälle är Dongjiang, 15,0 km sydväst om Dashahe. Omgivningarna runt Dashahe är en mosaik av jordbruksmark och naturlig växtlighet.
Genomsnittlig årsnederbörd är 1 106 millimeter. Den regnigaste månaden är juli, med i genomsnitt 251 mm nederbörd, och den torraste är januari, med 8 mm nederbörd.